# Repentigny (Calvados)
 Repentigny  es una población y comuna francesa, situada en la región de Baja Normandía, departamento de Calvados, en el distrito de Lisieux y cantón de Cambremer.

## Demografía
| 57 | 56 | 51 | 52 | 69 | 91 |
| Para los censos de 1962 a 1999 la población legal corresponde a la población sin duplicidades (Fuente: INSEE [Consultar]) |    |    |    |    |    |